# Vladimir Velebit
Vladimir Velebit, dit Vlatko, né le 19 août 1907 à Zadar et mort le 29 août 2004 à Zagreb, était un avocat, diplomate et homme politique yougoslave. Membre du Parti communiste de Yougoslavie, il devint durant la Seconde Guerre mondiale officier des Partisans, prenant part à la guerre de résistance yougoslave. Après-guerre, il fut un proche collaborateur de Josip Broz Tito et occupa des fonctions importantes, notamment diplomatiques, sous le régime communiste yougoslave. Il fut notamment secrétaire exécutif de la Commission économique pour l'Europe de 1960 à 1967.

## Biographie
Né à Zadar, alors en Autriche-Hongrie, d'un père d'origine autrichienne et serbe officier de l'armée Austro-hongroise et d'une mère croate et slovène, Vladimir Velebit est éduqué à Timișoara puis à Trieste, dans des écoles où il parle successivement allemand, puis français. Après l'unification de la Yougoslavie lors de la création du royaume des Serbes, Croates et Slovènes, sa famille s'installe à Zagreb : c'est à cette époque qu'il doit apprendre le serbo-croate, tandis que son père est devenu général de l'Armée royale yougoslave. Vladimir Velebit commence des études de droit à l'université de Zagreb ; il obtient son doctorat en 1933.
Après avoir passé les examens nécessaires pour devenir avocat et magistrat, Vladimir Velebit devient assistant juridique au tribunal de Niš. Ses idées de gauche durant ses études lui valent d'être transféré à Leskovac. Là, il entre en contact avec le Parti communiste de Yougoslavie, alors clandestin. Il contribue au journal de gauche Leskovačke nedeljne novine, ce qui lui vaut d'être à nouveau transféré, cette fois à Priština. Il continue cependant de militer, et anime un cercle clandestin d'études marxiste.
En 1937, il quitte la magistrature et ouvre un cabinet d'avocat, tout en continuant ses activités militantes clandestines. Il transmet notamment des messages pour l'organisation du Parti communiste, ce qui lui permet de rencontrer Tito en 1939. Ce dernier convainc Velebit de devenir officiellement membre du Parti. Devenu un collaborateur de Josip Kopinič, agent du Komintern à Zagreb, Velebit obtient de pouvoir créer un émetteur radio pour entretenir des contacts quotidiens avec l'URSS. 
Durant la Seconde Guerre mondiale, Velebit reste à Zagreb dans la clandestinité, alors que le mouvement fasciste des Oustachis a pris le pouvoir en créant le régime collaborateur de l'État indépendant de Croatie. Il quitte Zagreb en mars 1942, pour les Partisans : Tito le nomme alors au commandement suprême du mouvement de résistance. Il devient ensuite Major-général de l'« Armée de libération nationale ». En mars 1943, il participe, avec Koča Popović et Milovan Djilas, à la délégation des Partisans qui négocie une trêve avec les Allemands durant l'offensive Weiss. 
En juin 1943, Velebit devient agent de liaison auprès de l'officier britannique Frederick William Deakin, que Churchill a envoyé chez les Partisans. En novembre de cette même année, remplaçant Ivo Lola Ribar qui vient de mourir, il participe à la délégation des Partisans envoyée au Caire pour discuter avec Churchill et négocier l'aide apportée par ces derniers à la résistance yougoslave. Il est ensuite envoyé à Londres pour poursuivre les discussions avec les Alliés sur la reconnaissance des Partisans, et rencontre notamment Eisenhower. Velebit est ensuite le représentant de Tito auprès d'Ivan Šubašić, alors que ce dernier dirige à Londres le gouvernement yougoslave en exil ; il participe en août 1944 à la rencontre en Italie entre Tito et Churchill. 
À la fin de la guerre, Velebit est vice-ministre des affaires étrangères dans le gouvernement provisoire yougoslave. Il conserve ce poste après l'abolition officielle de la monarchie yougoslave en novembre, et négocie notamment avec les Alliés dans le contexte de la crise de Trieste.
En mars 1948, alors que les relations entre la république fédérative populaire de Yougoslavie et l'URSS se dégradent, Velebit est forcé de quitter le gouvernement après que les Soviétiques l'ont accusé d'être un espion à la solde des Britanniques. Après la rupture Tito-Staline, Velebit joue un rôle dans le rapprochement diplomatique de Tito avec l'Occident : nommé ambassadeur en Italie en 1951, puis au Royaume-Uni un an plus tard, il organise la première visite d'État de Tito dans les pays non communistes. Il est également ambassadeur de la Yougoslavie auprès de la Banque mondiale. En 1960, il devient secrétaire exécutif de la Commission économique pour l'Europe, poste qu'il occupe jusqu'à sa retraite en 1967.